# Брамблетон (Вирџинија)
Брамблетон (енгл. Brambleton) насељено је место без административног статуса у америчкој савезној држави Вирџинија.

## Демографија
По попису из 2010. године број становника је 9.845.
| Група             | 2000.    | 2010.         |
| Белци             | 0 (0,0%) | 5.596 (56,8%) |
| Афроамериканци    | 0 (0,0%) | 665 (6,8%)    |
| Азијати           | 0 (0,0%) | 2.547 (25,9%) |
| Хиспаноамериканци | 0 (0,0%) | 578 (5,9%)    |
| Укупно            | 0        | 9.845         |